# Phe Hạm đội
Phe Hạm đội (艦隊派 (Hạm đội phái) Kantai-ha) hay Phái Hạm đội là một phe chính trị không chính thức trong nội bộ Hải quân Đế quốc Nhật Bản vào những năm 1920 và 1930 bao gồm các sĩ quan phản đối các điều kiện áp đặt bởi Hiệp ước Hải quân Washington.

## Hoàn cảnh
Hiệp ước Hải quân Washington, còn được gọi là Hiệp ước năm cường quốc, hạn chế trang bị hải quân của năm quốc gia ký kết: Hoa Kỳ, Đế quốc Anh, Đế quốc Nhật Bản, Pháp và Ý. Hiệp ước đã được thống nhất tại Hội nghị Hải quân Washington, được tổ chức tại Washington, DC, từ tháng 11 năm 1921 đến tháng 2 năm 1922.
Hiệp ước giới hạn tổng trọng lượng kỳ hạm của mỗi bên ký kết. Không có tàu nào có thể vượt quá 35.000 tấn, và không có tàu nào có thể mang theo súng vượt quá 16 inch. Chỉ có hai tàu sân bay lớn được cấp phép cho mỗi quốc gia. Không có cứ điểm mới hoặc căn cứ hải quân mới nào có thể được thiết lập, và các căn cứ và phòng thủ hiện tại không được cải thiện trong lãnh thổ và tài sản bên ngoài được quy định trong hiệp ước. Phân bổ trọng tải cho Nhật Bản dựa trên tỷ lệ 5: 5: 3, so với Hoa Kỳ và Vương quốc Anh, với lý do là hai nước này cần duy trì hạm đội trên nhiều đại dương trong khi Nhật Bản chỉ có Thái Bình Dương.

## Phát triển
Các điều khoản của hiệp ước bị công chúng Nhật Bản chán ghét với nhiều người trong số họ cho rằng tỷ lệ 5: 5: 3 là cách để được coi họ là một chủng tộc kém cỏi hơn phương Tây.
Nội bộ Hải quân Đế quốc Nhật Bản bị chia thành hai phe đối lập, Phe Hiệp ước và Phe Hạm đội. Phe hiệp ước muốn hoạt động trong giới hạn của Hiệp ước Hải quân Washington, tranh luận rằng Nhật Bản không thể đủ khả năng chạy đua vũ trang với các cường quốc phương Tây và hy vọng, thông qua ngoại giao, để khôi phục Liên minh Anh-Nhật.
Phe Hạm đội bao gồm người theo chính trị cánh hữu trong Hải quân, bao gồm nhiều đô đốc có ảnh hưởng trong Tổng tham mưu Hải quân Đế quốc Nhật Bản như Yamamoto Eisuke, Kato Hiroharu, Suetsugu Nobumasa, Sankichi Takahashi và Nagumo Chuichi, và được lãnh đạo bởi Hoàng tử Fushimi Hiroyasu. Phe Hạm đội muốn hủy bỏ Hiệp ước Hải quân Washington và sự tăng trưởng không giới hạn của hải quân để xây dựng hải quân hùng mạnh nhất có thể, để có thể thách thức uy quyền hải quân của Hoa Kỳ và có Đế quốc Anh.
Trong những năm 1920,Phe Hiệp ước, được hỗ trợ bởi Bộ Hải quân và chính phủ dân sự, nắm giữ ưu thế. Tuy nhiên, với sự gia tăng của chủ nghĩa quân phiệt trong nước Nhật trong thập niên 1930, xung đột ngày càng tăng với Hoa Kỳ vì vấn đề Trung Quốc, và sự bỏ qua trắng trợn các điều khoản của Hiệp ước bởi tất cả các cường quốc, phe Hạm đội dần dần giành được thế thượng phong.
Vào ngày 29 tháng 12 năm 1934, chính phủ Nhật Bản đã thông báo chính thức rằng họ có ý định chấm dứt hiệp ước. Các điều khoản của nó vẫn có hiệu lực cho đến cuối năm 1936, nhưng nó không được gia hạn.

## Ngoài ra
- Phe Hiệp ước